# Juan Barreto Coloma
Juan Miguel Barreto Coloma (Piura, 1818) fue un político peruano. 

## Biografía
Fue hijo natural de José de los Santos Vargas Machuca y Barreto con Ilaria Coloma e hijo adoptivo de Rafael Barreto y Coronel, (de quien adoptó el apellido Barreto). Cursó estudios en el Colegio San Miguel de Piura para después presentarse al Colegio Militar. En abril de 1842 es nombrado Teniente de Infantería del Ejército del Perú. El 10 de octubre de 1848 es ascendido a Capitán de Infantería y a Capitán ascendido en el año de 1850. El 8 de enero de 1854 fue ascendido por buen comportamiento de armas al grado de Sargento Mayor durante el gobierno de José Rufino Echenique siendo el grado reconocido por el Mariscal Ramón Castilla en 1858. Ese mismo año pasa a la situación de licencia indefinida.
El 4 de julio de 1862 contrae matrimonio en la Parroquia de San Sebastián en Lima con la dama ariqueña Justina Nacarino Malvares de Pallares, nacida en 1840, hija de Emeterio Nacarino y María Ana Malvares siendo los padrinos y testigos el Vicepresidente del Perú General Juan Antonio Pezet y su esposa. De esta unión nacieron 10 hijos: Carlos Alberto, Enrique, Guillermo Pedro, José Domingo, Juan Emeterio, Juan Francisco, Jorge Maximiliano (1869-1919), Justina María Fernanda (1870), Ana María Soyla (1872), y Margarita Barreto Nacarino (1881).
El 10 de julio de 1863 llegó al Puerto del Callao la “Expedición Científica” española al mando del almirante don Luis Pinzón. El 5 de agosto de 1863 asumió el poder el General Pezet llamando el 2 de septiembre al servicio activo al personal del ejército en situación de licencia indefinida. Al reincorporarse al servicio, Juan Barreto obtuvo el grado de Teniente Coronel a la edad de 45 años. Posteriormente obtuvo el grado de Coronel de Infantería el 28 de agosto de 1865 desempeñando el puesto de Subprefecto del Callao a partir del 18 de noviembre de 1865. Intervino Combate del 2 de Mayo en El Callao. El 14 de junio de 1866 es pasado a la situación de licencia indefinida.
En el año de 1868 es elegido diputado por la provincia de Paita y reelegido en 1872. En esta elección, fue designado como diputado suplente por esa provincia el almirante Miguel Grau Seminario. Durante su gestión fue coautor del proyecto de ley que eleva al rango de ciudad a la Villa de Huacho el 10 de noviembre de 1874 convirtiéndola en la capital de la provincia de Chancay.
En 1884 formó parte de la Asamblea Constituyente convocada por el presidente Miguel Iglesias luego de la firma del Tratado de Ancón que puso fin a la Guerra del Pacífico. Esta asamblea no sólo ratificó dicho tratado sino también ratificó como presidente provisional a Miguel Iglesias, lo que condujo a la Guerra civil peruana de 1884-1885.